# Keiona
Pour les articles homonymes, voir Kouassi.
Keiona est le nom de scène d'une  drag queen, danseuse de vogue et performeuse de la scène ballroom française, née le 4 janvier 1992 à Paris.
Elle est principalement connue pour avoir remporté la deuxième saison de Drag Race France.

## Biographie

### Origines et famille
Kevin Kouassi naît le 4 janvier 1992 à Paris, dans le 20e arrondissement.   
Il est l'aîné d'une fratrie de neuf enfants, dont les parents sont séparés. Son père, ivoirien, est expert-comptable et vit aux États-Unis, dans le Maryland, depuis 2015. Sa famille fait partie des classes aisées ivoiriennes proches du pouvoir qui  s'exilent dans le sillage du coup d'État de 2002.  
Il est marié depuis 2020 à un Brésilien.  

### Enfance et parcours professionnel
Il passe son adolescence entre Draveil, dans l’Essonne, et Abidjan, en Côte d'Ivoire.    
Il est successivement conseiller de ventes Paco Rabanne, Versace et Prada.   

### Parcours dans le drag

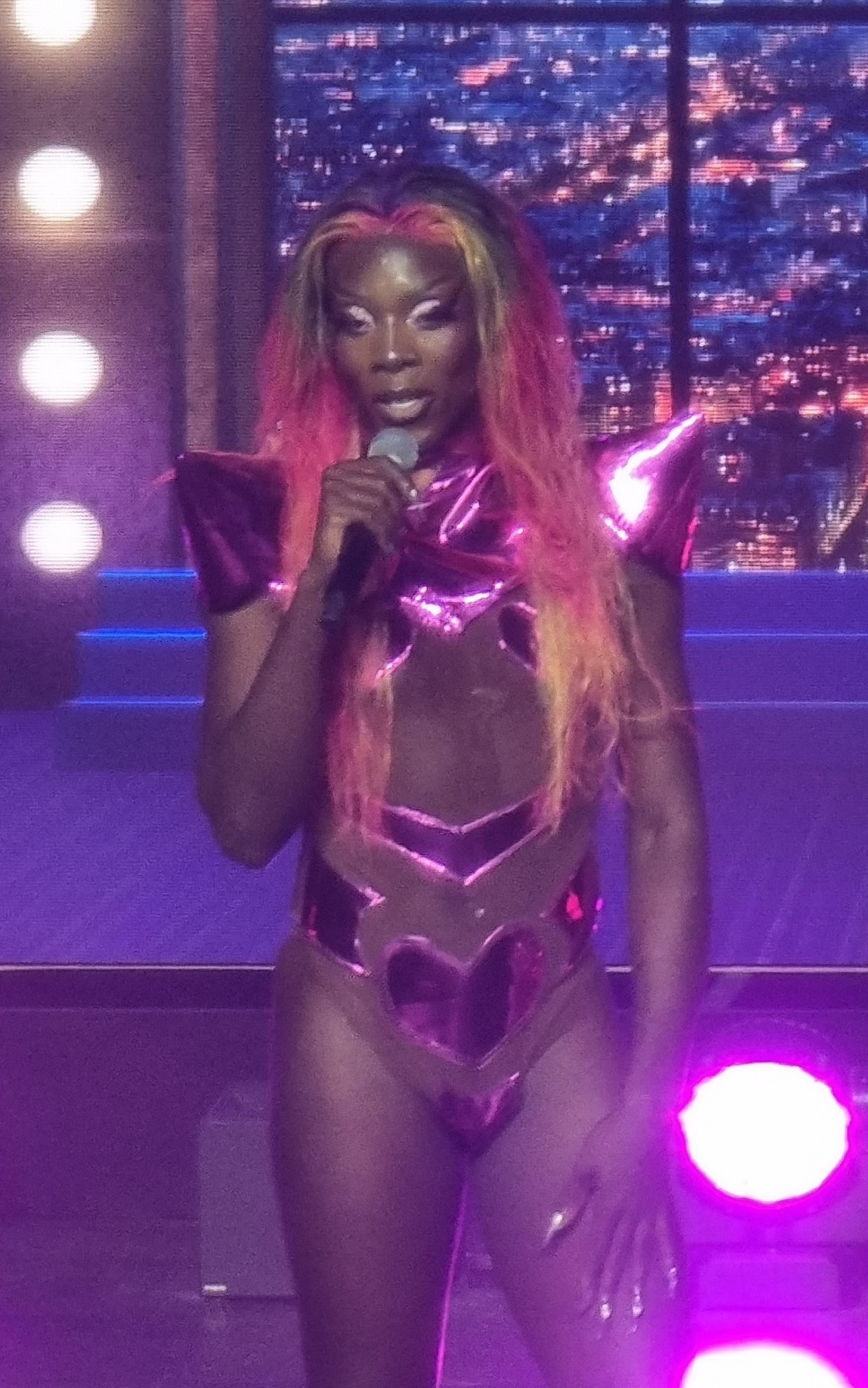
Keiona au cabaret club lors de la tournée de Drag Race France (saison 2) aux Folies Bergère.

Ses débuts dans le drag ont lieu dans le milieu Ballroom, même s'il avait commencé à participer à des bals sous apparence masculine avant cela.
Il crée le personnage de Keiona, initialement Keiona Mitchell,, en 2012. Il choisit ce nom de scène en référence au prénom de sa nièce, née deux ans avant qu’il commence sa carrière de drag queen.
Keiona organise des bals depuis 2016 à l'étage de la Gaîté-Lyrique avec son collectif House of Revlon. En 2018, elle danse à l'Élysée pour célébrer la Fête de la musique en 2018. L'année suivante, elle participe au concours parisien de drag Drag Me Up, présenté par Cookie Kunty.
En 2021, elle participe à une édition de l'émission Les Reines du make-up sur M6, qui est un dérivé de Les Reines du shopping, qu'elle gagne. En 2022, Keiona Mitchell se révèle, sous le nom de Keiona Revlon, dans la troisième saison de Legendary, en tant que mère de la maison Revlon. Sa maison apparaît lors de neuf épisodes et termine à la troisième place de la compétition.
En 2023, elle fait partie, sous le mononyme de Keiona, des participantes de la deuxième saison de Drag Race France. Elle signe un parcours historique, étant la première gagnante de toute la franchise Drag Race à se maintenir dans le haut du classement lors de tous les épisodes précédant la finale (deux victoires et six positions dans le top lors des huit premiers épisodes). Elle est couronnée le 25 août gagnante de la saison, devant Sara Forever, lors de la finale tournée en public au Grand Rex à Paris. 
En 2024, elle participe à Danse avec les stars avec Maxime Dereymez. Elle atteint les demi-finales de la compétition, se classant en quatrième position.

## Filmographie

### Clip
- 2018 : Dickmatized de Kiddy Smile, réalisé par Marion Dupas[15]

### Télévision
| Année | Titre                            | Rôle                                | Notes    | Réf.   |
| ----- | -------------------------------- | ----------------------------------- | -------- | ------ |
| 2022  | Legendary (saison 3)             | Participante (maison Revlon)        | 3e place | [ 10 ] |
| 2023  | Drag Race France (saison 2)      | Participante                        | Gagnante | [ 7 ]  |
| 2024  | Danse avec les stars (saison 13) | Participante (avec Maxime Dereymez) | 4e place |        |

### Cinéma[17]

#### Longs métrages
- 2022 : Battle: Freestyle (en) : Fabienne

#### Mini-séries télévisuelles
- 2022 : Queen : Drag queen

## Discographie
| Année | Titre              | Artiste                                                               | Notes                               | Réf.   |
| ----- | ------------------ | --------------------------------------------------------------------- | ----------------------------------- | ------ |
| 2021  | Nobody's Dancing   | Kingchefs & Dragqueens feat Keiona                                    |                                     | [ 18 ] |
| 2021  | Bailar             | Kingchefs & Dragqueens feat Keiona                                    |                                     | [ 19 ] |
| 2023  | Vegan Girl         | KingChefs & DragQueens feat Keiona, Alice Psycho, Jerrie FK & Sublyme |                                     | [ 20 ] |
| 2023  | We Are Légendaires | Les reines de Drag Race France                                        | en featuring avec les autres reines | [ 21 ] |
| 2023  | Déjà Une Star      | Keiona                                                                |                                     | [ 22 ] |
| 2023  | Nuit               | Keiona, Vinii Revlon & Gigi Palmer                                    |                                     | [ 23 ] |